# Líšný
Líšný – gmina w Czechach, w powiecie Jablonec nad Nysą, w kraju libereckim.
1 stycznia 2017 gminę zamieszkiwało 257 osób, a ich średni wiek 43,8 roku.
W miejscowości jest przystanek kolejowy Líšný.